# Philonthus rotundicollis
Philonthus rotundicollis är en skalbaggsart som först beskrevs av Ménétriés 1832.  Philonthus rotundicollis ingår i släktet Philonthus, och familjen kortvingar. Arten är reproducerande i Sverige.